# Kennedy Ochieng
Pour les articles homonymes, voir Ochieng.
Kennedy Ochieng (né le 30 décembre 1971) est un athlète kényan spécialiste du 400 mètres.
Il remporte la médaille d'or du 400 m lors des Championnats d'Afrique 1993, après avoir pris la deuxième place lors de l'édition précédente en 1992. Il décroche par la suite la médaille d'argent du relais 4 × 400 mètres lors des Championnats du monde de Stuttgart aux côtés de Simon Kemboi, Abednego Matilu et Samson Kitur. En 1999, Kennedy Ochieng remporte le titre du 400 m des Jeux africains.
Son record personnel sur 400 m est de 44 s 77 (1999).
Il est le porte-drapeau de la délégation kényane à la cérémonie d'ouverture des Jeux olympiques de Sydney en 2000.

## Palmarès
| Date | Compétition            | Lieu             | Résultat | Épreuve   |
| ---- | ---------------------- | ---------------- | -------- | --------- |
| 1992 | Championnats d'Afrique | Belle Vue Maurel | 2e       | 400 m     |
| 1992 | Championnats d'Afrique | Belle Vue Maurel | 3e       | 4 × 400 m |
| 1993 | Championnats d'Afrique | Durban           | 1er      | 400 m     |
| 1993 | Championnats d'Afrique | Durban           | 1er      | 4 x 400 m |
| 1993 | Championnats du monde  | Stuttgart        | 8e       | 400 m     |
| 1993 | Championnats du monde  | Stuttgart        | 2e       | 4 × 400 m |
| 1998 | Jeux du Commonwealth   | Kuala Lumpur     | 8e       | 400 m     |
| 1999 | Jeux africains         | Johannesburg     | 1er      | 400 m     |
| 1999 | Jeux africains         | Johannesburg     | 3e       | 4 × 400 m |